# مركز رصد الزلازل الأوروبي المتوسطي
مركز رصد الزلازل الأوروبي المتوسطي (بالفرنسية: Centre Sismologique Euro-Méditerranéen)‏؛ (مختصر CSEM) هو منظمة دولية غير حكومية وغير ربحية. تضم 84 معهدًا عضوًا من 55 دولة مختلفة، تأسس في عام 1975 بطلب من المفوضية الأوروبية لرصد الزلازل (ESC)، بدأ العمل في 1 يناير 1975 في معهد الفيزياء في ستراسبورغ، وحصل على القانون النهائي للعمل في عام 1983، وفي عام 1987 عين المركز من قبل مجلس أوروبا كمنظمة رئيسية لتوفير نظام التنبيه الأوروبي بموجب الاتفاقية الجزئية المفتوحة (OPA) بشأن المخاطر الرئيسية.
وان المنطقة الأوروبية المتوسطية عرضة للزلازل المدمرة، وعند حدوث زلزال لابد وجود منظمة علمية لتحديد خصائص الحدث الزلزالي بأسرع ما يمكن، حيث يتلقى المركز بيانات رصد الزلازل من أكثر من 65 وكالة وطنية لرصد الزلازل، معظمها في المنطقة الأورومتوسطية، وتوفر أهم عوامل الزلزال ذات الصلة، مثل موقع الزلزال وحجم الزلزال، وعدد الاهتزازات التي يشعر بها السكان في غضون ساعة واحدة من بداية الزلزال.

## مناهج محددة

### علم زلزال المواطن
يعتبر المواطنون مصدرًا رئيسيًا للمعلومات في عمليات اكتشاف الزلازل في الوقت الفعلي، حيث يقوم المركز بإشراكهم في الاستجابة للزلازل من خلال جمع المعلومات في الموقع (على سبيل المثال جمع الاستبيانات والصور ومقاطع الفيديو) حول تأثير الزلزال مباشرة من شهود عيان الزلزال وبالتالي من خلال إشراك المواطنين في الاستجابة يمهد المركز الطريق لاستراتيجية فعالة لزيادة الوعي بالمخاطر الزلزالية.